# Керпен
Керпен (нім. Kerpen) — місто в Німеччині, знаходиться в землі Північний Рейн-Вестфалія. Підпорядковується адміністративному округу Кельн. Входить до складу району Райн-Ерфт.
Площа — 113,94 км2. Населення становить 65 802 ос. (станом на 31 грудня 2020).